# Olea
Genre
Classification APG II (2003)
Le terme Olea désigne un taxon de plantes à fleurs, le genre Olea, c'est-à-dire un ensemble d'espèces suffisamment apparentées pour être regroupées étroitement. Trois sous-genres (subg., niveaux de taxonomie) ont été créés à la suite des travaux de révision menés par le botaniste P.S. Green, Il aboutit à reconnaître et à regrouper 33 espèces et neuf sous-espèces parmi les nombreuses synonymies qui se sont établies en trois siècles de botanique et d'explorations du monde.
Trois nouveaux taxons ont été reconnus : le sous-genre Tetrapilus, le sous-genre Paniculatae et Olea woodiana subsp. disjuncta. La nouvelle classification des taxons, dont le sous-genre Olea, s'établit comme suit :
- Sous-genre Olea, comprenant 2 sections :
  - Section Olea, c'est-à-dire un groupe d'espèces végétales appartenant au sous-genre Olea, comprenant 6 sous-espèces,
  - Section Ligustroides,
- subg. Tetrapilus,
- subg. Paniculatae.

Cette classification peut sembler complexe, elle est le fruit du travail du botaniste P.S. Green, spécialiste en taxonomie, qui a travaillé en collaboration avec d'autres spécialistes dont Pablo Vargas du Jardin Botanique Royal de Madrid, notamment pour l'espèce Olea europaea.
L'espèce type est Olea europaea L. (le lectotype), une espèce économiquement importante mondialement.
Si, d'après les critères morphologiques, les taxons se chevauchent, ils sont distincts dans leur distribution et les caractéristiques moléculaires mises en évidence par les analyses bio-chimiques. Cette page a pour objet, en suivant la classification de P.S. Green, d'orienter le lecteur vers les taxons actuels du genre Olea.

## Description botanique

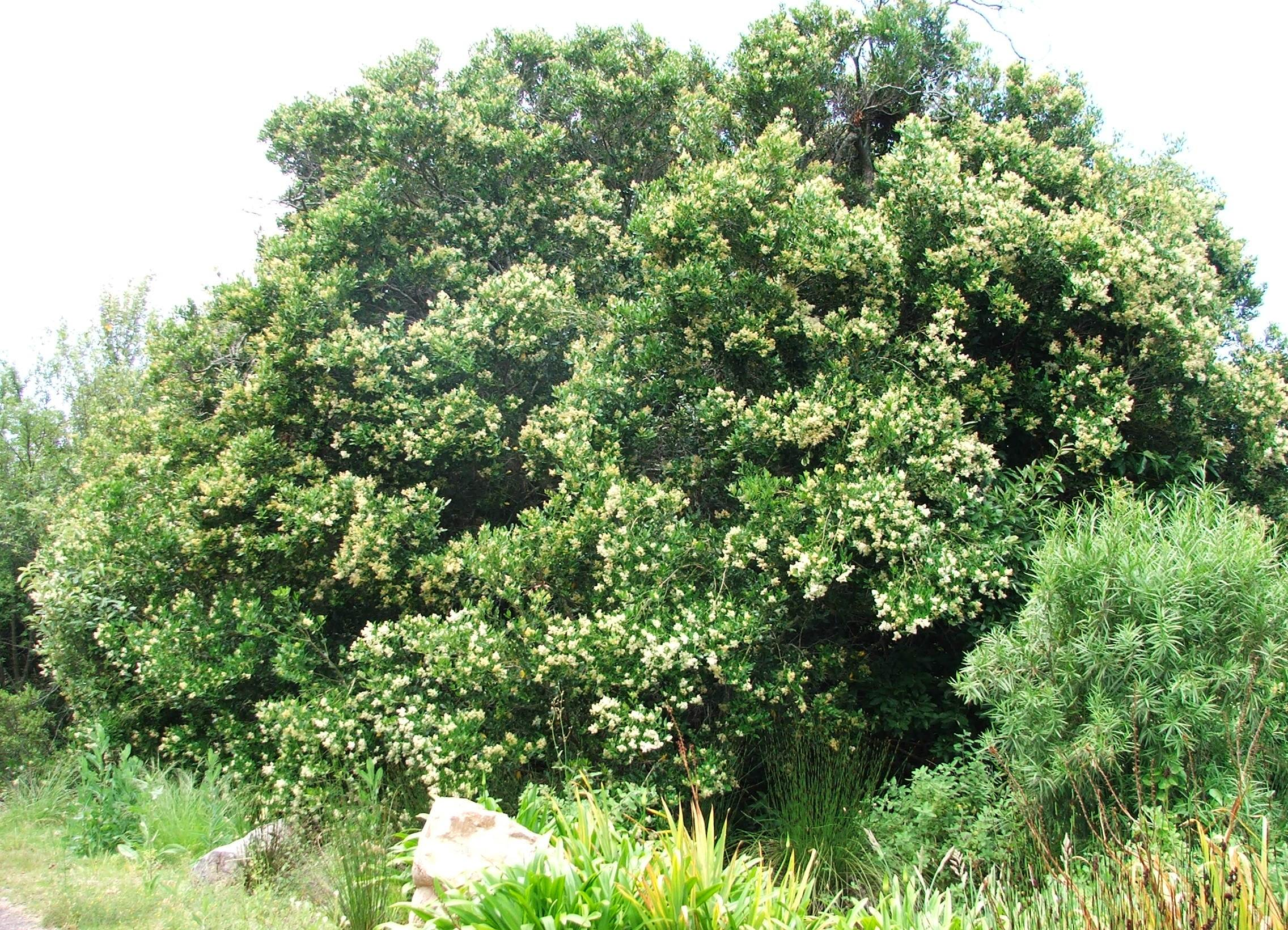
Olea capensis, Le Cap, Afrique du Sud

### Appareil végétatif
Ce genre regroupe des buissons ou des arbres dont les jeunes pousses sont soit parsemées d'écailles peltées, soit glabres ou pileuses.
Les feuilles sont opposées, simples, coriaces, rarement plus ou moins parcheminées, étroitement lancéolées ou elliptiques à ovales ou oblancéolées, glabres ou pileuses, avec des écailles peltées sur toutes les surfaces, denses ou éparpillées ; la nervuration est plus ou moins sombre. Les marges sont entières ou dentelées avec des domaties sur les axes de la nervure médiane et sur les nervures primaires sur les faces inférieures.

### Appareil reproducteur

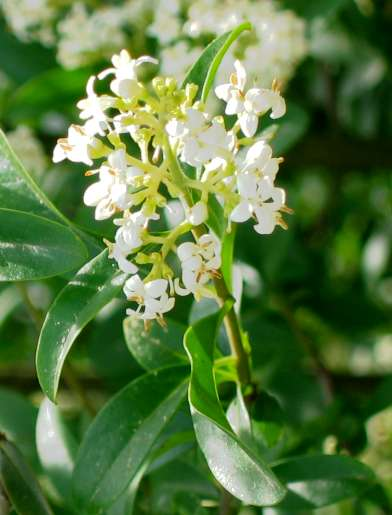
Inflorescence d'Oléacée en panicule.

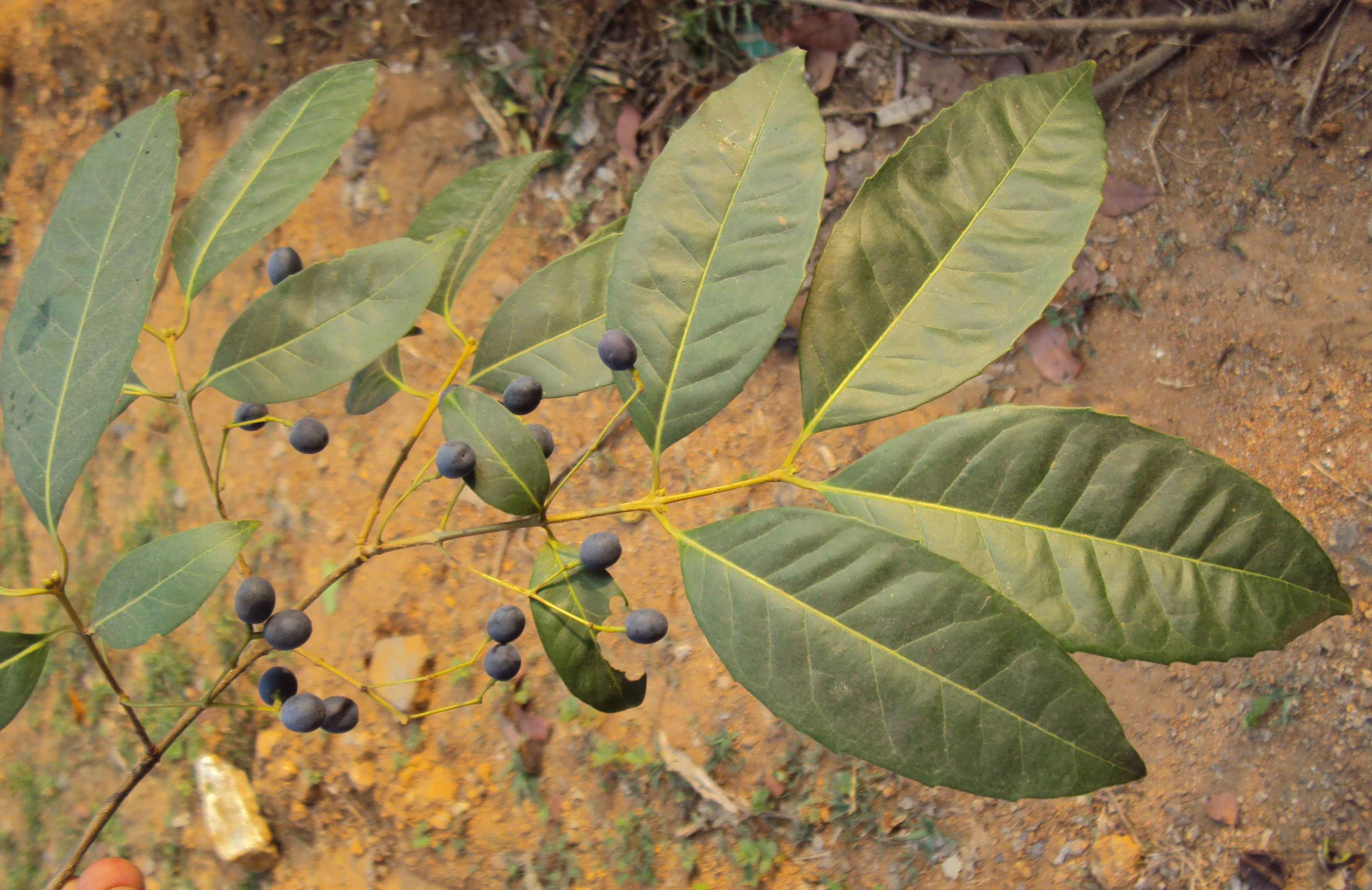
Olea dioica, Inde

Les inflorescences sont des panicules axillaires ou terminaux et les fruits des drupes avec un mésocarpe épais et charnu et un endocarpe lignifié (noyau).

## Taxonomie

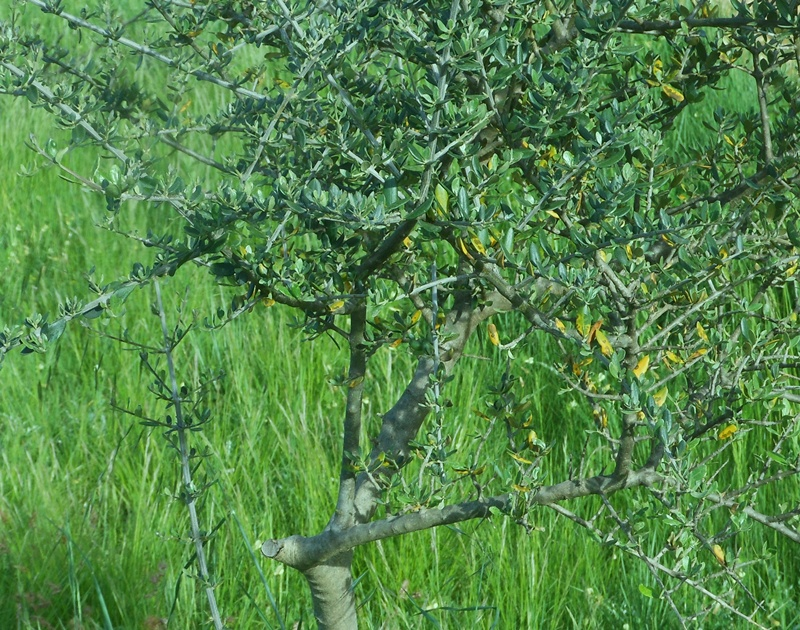
Olivier sauvage à allure d'Oléastre, en bordure de vigne (Claret, Héraut, France).

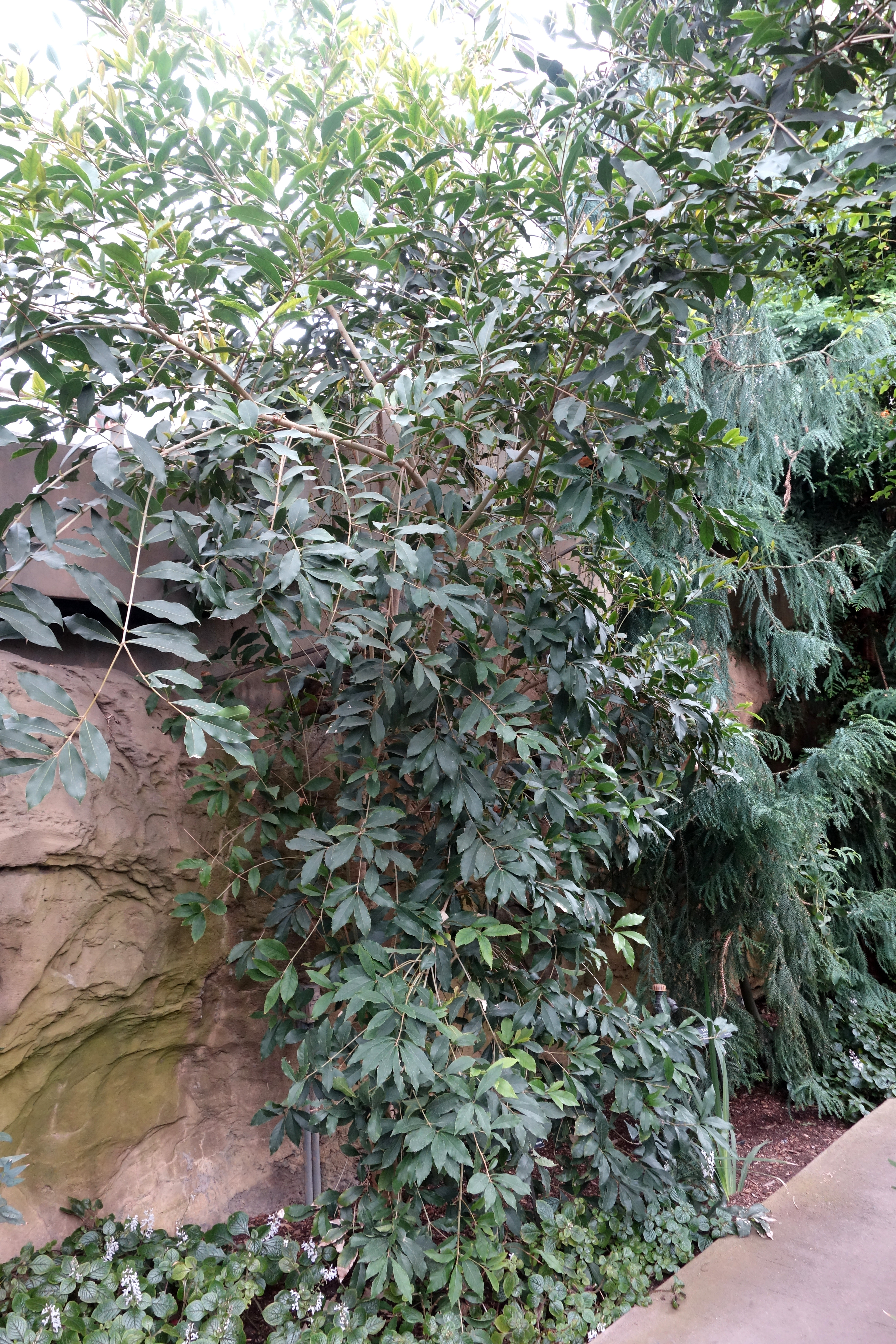
Olea tsoongii, Jardin botanique de Brooklin

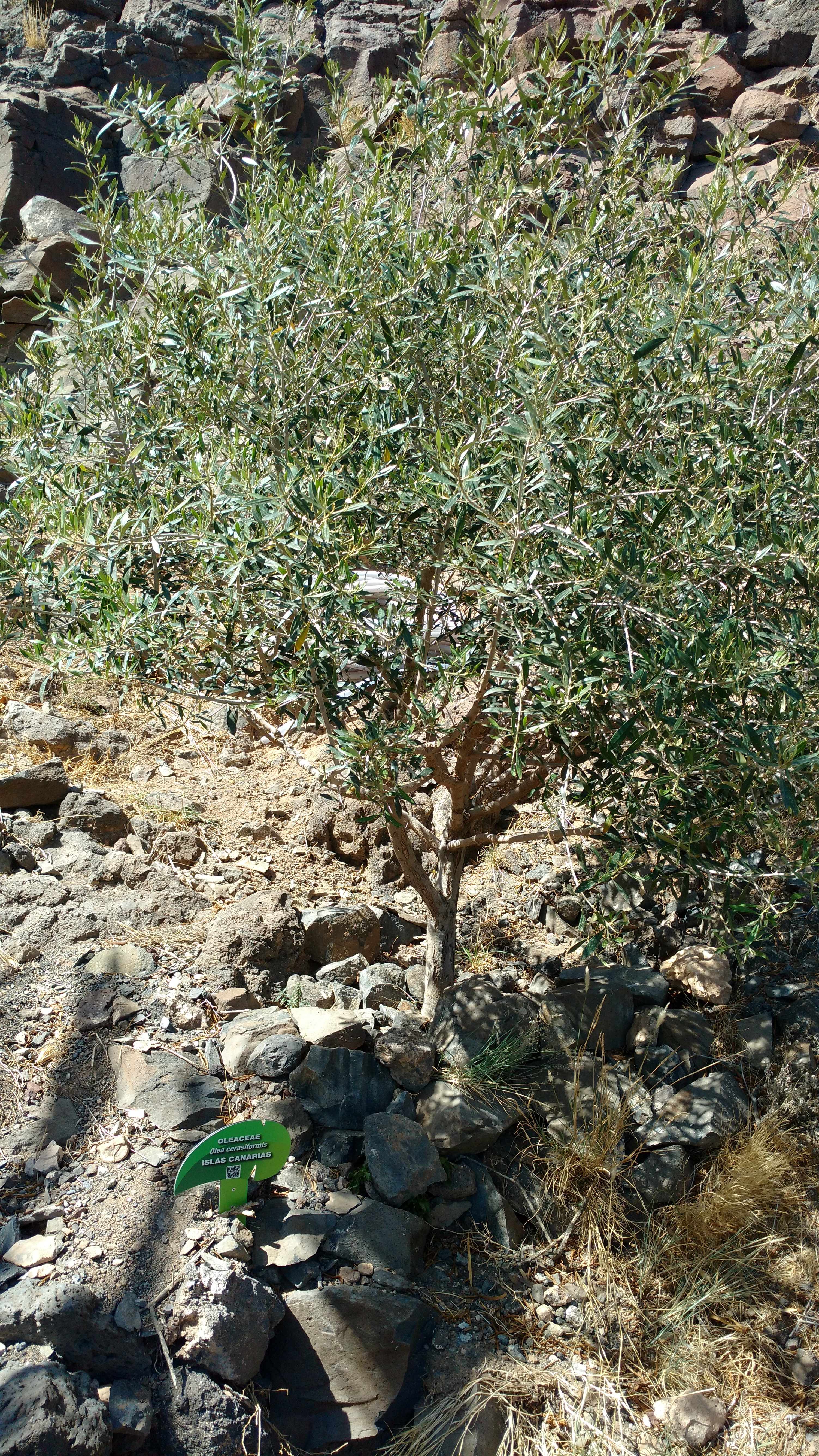
Olea cerasiformis, Fuerteventura

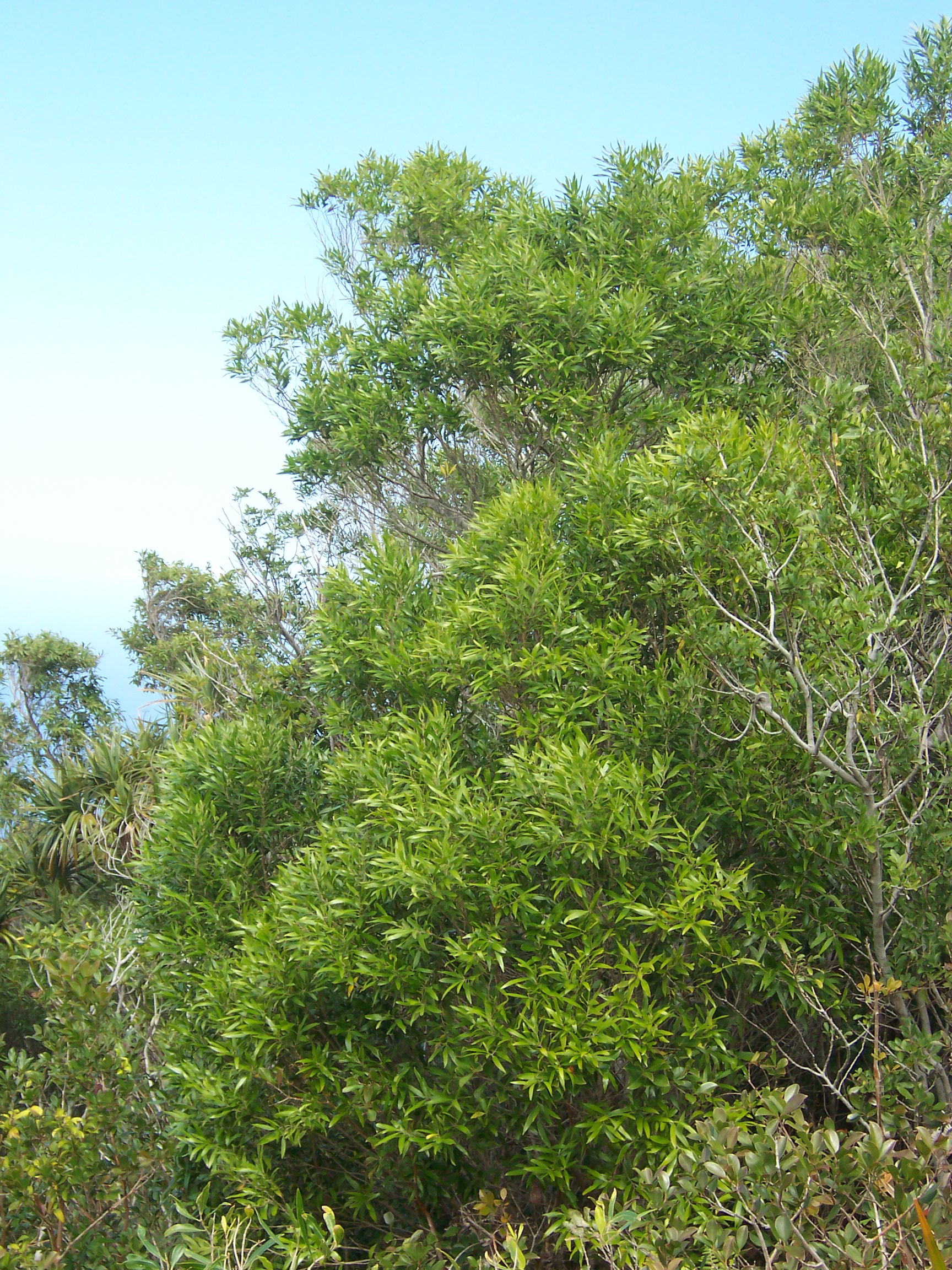
Olea lancea, Île de la Réunion

Selon les travaux récents,, et les données publiées, le genre Olea est divisé en 3 sous-genres regroupant 33 espèces et sous-espèces. Nous donnons ci-dessous les 3 sous-genres (et les sections acceptées, quand il y a lieu) :
- sous-genre Olea subg. Paniculatae P.S. Green (Asie, Indonésie, Sud Chine, Inde) :
  - Olea paniculata.
- sous-genre Olea subg. Olea avec deux sections :
  - section Ligustroides comprenant :
    - Olea ambrensis H. Perrier : Madagascar - Tropicos : Olea ambrensis.
    - Olea capensis, comprenant 3 sous-espèces :
      - Olea capensis subsp. capensis,
      - Olea capensis subsp. enervis,
      - Olea capensis subsp. macrocarpa.

    - Olea undulata (Sol) Jacq. : Herbier du Muséum National d'Histoire Naturelle (Paris) (espèce non reconnue par P.S. Green : synonyme Olea capensis).
    - Olea woodiana Knobl. ou Bois de fer noir ;
    - Olea lancea L. ou Bois d'olive blanc.

  - section Olea comprenant :
    - Olea europaea subsp. europaea var. europaea (pourtour méditerranéen),
    - Olea europaea subsp. europaea var. sylvestris (pourtour méditerranéen),
    - Olea europaea subsp. laperrinei (Massifs sahariens),
    - Olea europaea subsp. cerasiformis (Madère et Îles Canaries),
    - Olea europaea subsp. guanchica (Îles Canaries),
    - Olea europaea subsp. maroccana (Sud du Maroc et Haut-Atlas),
    - Olea europaea subsp. cuspidata (Asie : Chine, Inde, Pakistan et Iran - Arabie du Sud - Afrique du Sud et de l'Est).
- sous-genre Olea subg. Tetrapilus (Lour.) PS Green (Asie). Il regroupe la totalité des olea asiatiques (Flore de Chine) :
  - Olea caudatilimba L. : (en) Flore de Chine : Yunnan.
  - Olea brachiata Merr. : (en) Flore de Singapour, (en) Flore de Chine : Yunnan.
  - Olea guangxiensis : (en) Flore de Chine : Guangdong, Guangxi, SE Guizhou.
  - Olea hainanensis : (en) Flore de Chine : Guangdong, Hainan.
  - Olea laxiflora (en) Flore de Chine, Yunnan.
  - Olea neriifolia (en) Flore de Chine : Hainan.
  - Olea parvilimba Flore de Chine : Hainan.
  - Olea rosea : Chine et Indochine.
  - Olea salicifolia Flore de Chine  cf. : Flore de Chine : Olea salicifolia Wall.
  - Olea tetragonoclada : Flore de Chine : Guanxi.
  - Olea tsoongii : (en) Flore de Chine : Guangdong, Guangxi, Guizhou, Hainan, Sichuan, Yunnan.

La différenciation des taxons a été étayée sur la localisation géographique, la couleur et la forme des feuilles, les fruits frais, les noyaux, le port des arbres et des analyses faisant appel aux marqueurs génétiques pour l'établissement de relations phylogénétiques.
Le taxon Oléastre (Olea europaea subsp. europaea var. sylvestris) fait l'objet d'études en cours. Il vient d'être reconnu comme une ressource génétique importante.

## Compléments biogéographiques
Les espèces d'Oliviers ont été reclassées par les travaux de P.S. Green (2002) du point de vue de la systématique. La récente publication de Catherine Breton et André Bervillé (2012) reprend trois sous-genres d'Olea (voir ci-dessus).

### Compléments
La principale source est la base de données du NCBI et l'IPNI afin de revoir les synonymes et les taxons officiels. Pour le moment, voici un classement provisoire par région géographique.
Afrique
- Olea chrysophylla cf. Olea europaea subsp. cuspidata
- Olea exasperata Jacq. : (en) The Plant list : Afrique du Sud.
- Olea hochstetteri cf. Olea capensis subsp. macrocarpa
- Olea welwitschii Knobl. : cf. (en) eFlora  et (en) JStor

### Sous-espèces de l'Olea europaea
L'Olivier (espèce Olea europaea L.) est un végétal dont l'importance économique actuelle est grande. Nous citons ici les sous-espèces ayant fait l'objet de publications récentes en France ou dans la région méditerranéenne.
- Olea europaea L. subsp. cerasiformis G. Kunkel & Sunding[9]
- Olea europaea L. subsp. cuspidata (Wall. ex G. Don)[10] : l'Olivier « ferrugineux » ou Olivier « à feuilles jaunes ».
- Olea europaea subsp. europaea var. europaea : l'Olivier cultivé (voir ci-dessous).
- Olea europaea subsp. europaea var. silvestris : l'Oléastre (voir ci-dessous).
- Olea europaea subsp. laperrinei Batt. & Trab : Olivier de Laperrine[11].
- Olea europaea L. subsp. maroccana (Greuter & Burdet)USDA-GRIn[12]:

## Variétés
L'espèce Olea europaea (Olivier cultivé) a été divisée en sous-espèces (subsp.), lesquelles ont été subdivisées en variétés botaniques (var.).
Les cultivars sont une subdivision de la variété botanique : ce sont les variétés de culture. Pour les variétés d'Olea europaea, on trouve :
- Olea europaea subsp. europaea avec deux variétés botaniques :
  - Olea europaea subsp. europaea var. europaea (Olivier cultivé),
  - Olea europaea subsp. europaea var. sylvestris (Oléastre ou Olivier sauvage).

## Sources
Pour un article plus général, voir Oleaceae.
- (en) Cet article est partiellement ou en totalité issu de l’article de Wikipédia en anglais intitulé « Olea » (voir la liste des auteurs) : point de départ du présent article, largement augmenté, notamment avec la bibliographie.